# Frank Tate (Boxer)
Frank Tate (* 27. August 1964 in Detroit) ist ein ehemaliger US-amerikanischer Boxer. Er ist der Bruder von Thomas Tate.

## Amateur
Tate gewann 1983 die National Golden Gloves und wurde US-Amateurmeister. Im selben Jahr schlug er in einem Länderkampf Alexander Koschkin, Sowjetunion. Bei den Olympischen Spielen 1984 in Los Angeles gewann er die Goldmedaille im Halbmittelgewicht; unter anderem mit einem äußerst umstrittenen Finalsieg über den Kanadier Shawn O’Sullivan, der ihn im Endkampf der Nordamerikanischen Meisterschaften 1983 noch besiegt hatte. Er wurde in der zweiten Runde zwei Mal angezählt, so dass selbst seinem Trainer Emanuel Steward die Wertung peinlich war. Seine Bilanz war 125-15.

## Profi
Tate wurde noch im selben Jahr Profi im Mittelgewicht, gewann seine ersten 22 Kämpfe und am 10. Oktober 1987 den vakanten IBF-Titel, den Mittelgewichtsweltmeister Marvin Hagler nicht verteidigen wollte, gegen den unbesiegten Michael Olajide über 15 Runden nach Punkten. Er verlor den Gürtel nach zwei Titelverteidigungen 1988 gegen den ungeschlagenen Rechtsausleger Michael Nunn durch K. o.
Danach stieg er in das neu eingeführte Supermittelgewicht auf und verlor dort im Januar 1990 einen Kampf um die vakante IBF-Weltmeisterschaft gegen Lindell Holmes. Daraufhin wechselte er in das Halbschwergewicht und schlug 1991 Uriah Grant, Yawe Davis und 1992 den Olympiasieger Andrew Maynard.
Am 29. September 1992 boxte er gegen Virgil Hill um den vakanten WBA-Titel und verlor über zwölf Runden nach Punkten. Auch im Rückkampf 1994 war er Hill unterlegen.
1997 gewann er gegen den Deutschen Norbert Nieroba den unbedeutenden WBU-Titel, den er allerdings nie verteidigte. Nach einer K.-o.-Niederlage gegen David Telesco beendete er 1998 seine Karriere.